# Крокодил (журнал)
«Крокодил» — советский и российский литературно-художественный иллюстрированный сатирический журнал. Символом издания является рисунок: красный крокодил с вилами. Журнал выходил три раза в месяц. Тираж достигал 6,5 миллиона экземпляров.

## История

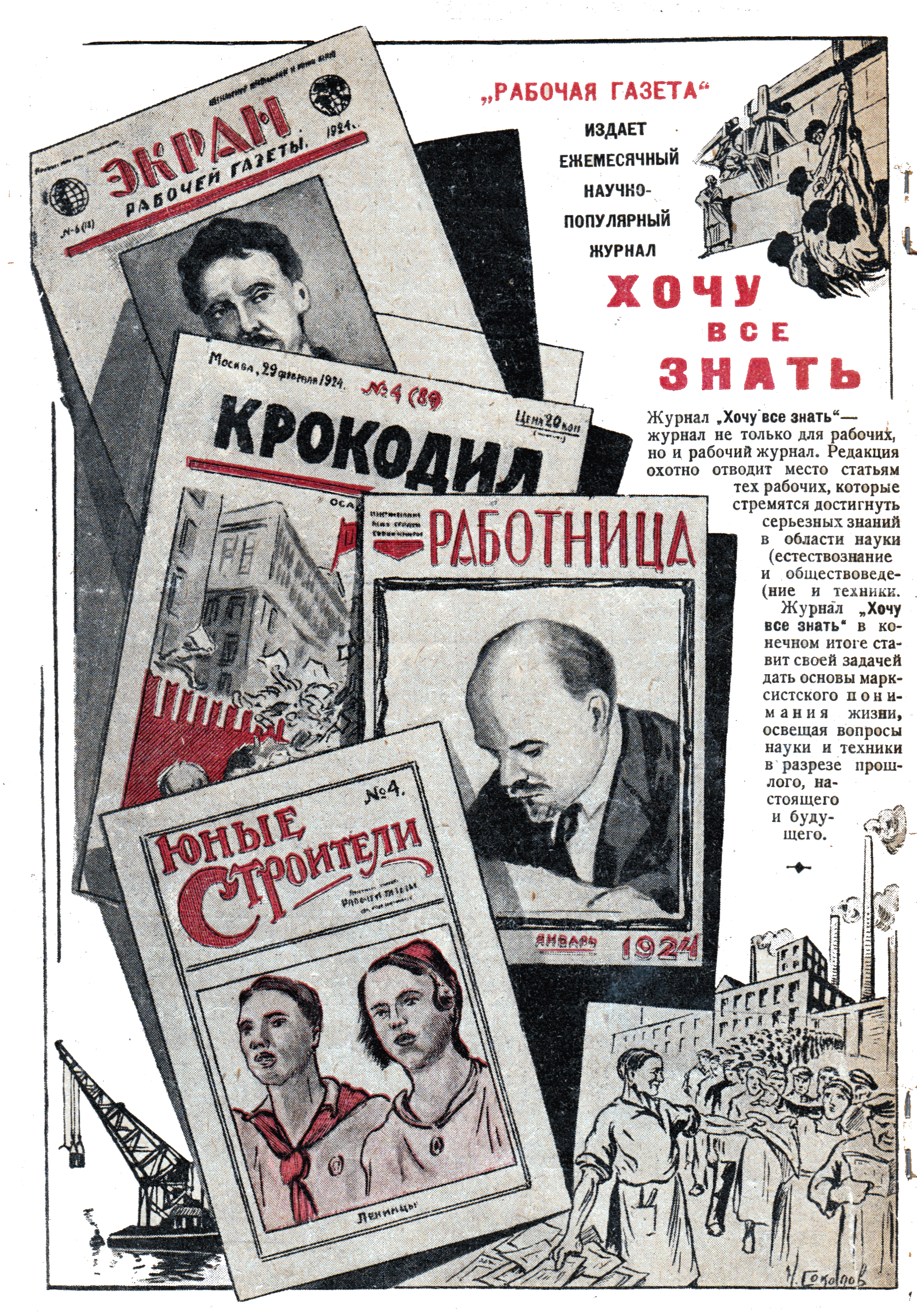
Приложения к «Рабочей газете», 1924

«Крокодил» основан в 1922 году, сначала — как приложение к «Рабочей газете» и выпускался раз в неделю. Согласно мемуарам карикатуриста Бориса Ефимова «Десять десятилетий», вначале у этого иллюстрированного приложения не было названия (сам он просто называл его «Приложением»). В приложении имелась, по словам Ефимова, «сатирическая часть», которая «расширялась из номера в номер и вскоре „Приложение“ по существу превратилось в самый настоящий сатирический журнал, у которого только не было своего имени». Название «Крокодил» придумал молодой сотрудник «Рабочей газеты» Сергей Гессен. Константин Еремеев (первый редактор журнала) его поддержал.
После массированной политико-идеологической атаки на «буржуазную сатиру», обслуживавшую НЭП и соответствующих цензурных запретов, с 1933 года, когда был закрыт журнал «Лапоть», «Крокодил» остался единственным всесоюзным сатирическим журналом.
Значимость, придававшаяся советской властью сатире, становится особенно ясной, если сравнить судьбы «Крокодила» и преследовавшейся группы ОБЭРИУ — писателей Даниила Хармса, Александра Введенского, Николая Олейникова и др.
В 1930—1934 годы ответственным редактором журнала был Михаил Захарович Мануильский, до «Крокодила» успешно руководивший иваново-вознесенской газетой «Рабочий край». При этом редакторе в редколлегию журнала входили Я. М. Бельский (заместитель редактора), И. П. Абрамский (заведующий редакцией) и Л. Д. Митницкий (заведующий литературным отделом).
Пользуясь сильной политической протекцией (редактор был младшим братом известного советского и партийного деятеля Д. З. Мануильского), журнал сторонился активного участия в политических кампаниях, был осторожен в высказываниях и оценках. Впервые в сатирической журналистике «Крокодил» «повернулся лицом к читателю»: «Работа выездных бригад, „крокодильский“ контроль за ходом строительства крупнейших заводов (в 1931 году, например, редакция взяла под свой контроль 36 ударных строек), выпуск специальных сатирических листков и газет „Крокодила“ — всё это стало постоянными формами связи журнала с читателями, с жизнью». Номера журнала выходили в пяти вариантах: основном, московском, урало-сибирском, ленинградском и украинском. Кроме того, выпускались специальные листки («штурмовки») «Крокодил у нас», посвящённые отдельным заводам и фабрикам. Издавался «сатирический блокнот» под названием «Крокодил — агитатору», также на экранах выходил мультипликационный киножурнал «Кинокрокодил», предшественник киножурнала «Фитиль».
После закрытия в 1930 году «Рабочей газеты» издателем «Крокодила» стало партийное издательство «Правда», полиграфический комбинат, не занимавшийся непосредственной организацией политических кампаний. В выборе стратегии своей обличительной деятельности «Крокодил» мог действовать относительно автономно. Так, журнал выступал против РАППа и его руководителя Л. Л. Авербаха, осенью 1933 года демонстративно не публиковал статей, посвящённых открытию Беломоро-Балтийского канала, пытался противостоять борьбе с «вредителями» и т. п.
В журнале на постоянной основе работали:
- писатели М. М. Зощенко, И. Ильф и Е. Петров, В. П. Катаев, М. Д. Вольпин, А. С. Бухов, В. Е. Ардов, Э. Кроткий, М. А. Глушков;
- художники М. М. Черемных, Кукрыниксы, Б. Ефимов, К. П. Ротов, В. Г. Мочалов.

Периодически публиковались Э. Г. Багрицкий, Ю. К. Олеша, С. И. Кирсанов, В. Маяковский, Ясон Герсамия и др.
В конце 1933 года НКВД обнаружил в «Крокодиле» «контрреволюционное формирование», занимавшееся «антисоветской агитацией» в форме сочинения и распространения нелегальных сатирических текстов. В результате сложной интриги с участием Л. З. Мехлиса двое сотрудников журнала — Эмиль Кроткий и Вольпин — были арестованы, редколлегия распущена, редактор Мануильский лишился своего поста. По решению Оргбюро и Политбюро ЦК ВКП (б) «Крокодил» был передан «Правде» и с этого времени начал участвовать во всех советских политических кампаниях. Редактором обновлённого журнала стал М. Кольцов, его заместителем — Л. Лагин. Заведовать редакцией стал Аркадий Бухов, сотрудничавший с ОГПУ-НКВД. В 1936—1940 годах многие сотрудники журнала, работавшие при Мануильском, были репрессированы.
С 1934 года «Крокодил» являлся важнейшим официальным рупором политики на всех уровнях общественно-политической жизни. В журнале публиковались как сатирические материалы, так и иллюстрации значительных достижений СССР. В 1935 году агитационная бригада журнала на брендированном самолёте посещала города СССР.
После войны около двадцати лет главным редактором журнала был М. Г. Семёнов. Долгое время от партии к нему был приставлен функционер Б. А. Егоров, который в противовес Семёнову пытался соблюдать установки партийного руководства.
Сатира «Крокодила» не ограничивалась мелкими бытовыми темами — разоблачениями бюрократов, пьяниц, взяточников, халтурщиков, стиляг, а также критикой некомпетентных руководителей среднего и низшего звена, она также отражала ключевые вопросы и центральные события внутренней и внешней политики, простираясь от обличений Льва Троцкого, шпионов и «врагов народа» до бичевания западногерманского реваншизма, американского империализма и его сателлитов, колониализма, НАТО и т. д. Вплоть до начала Перестройки сатира журнала сохраняла жёсткий характер, за минимальными исключениями.

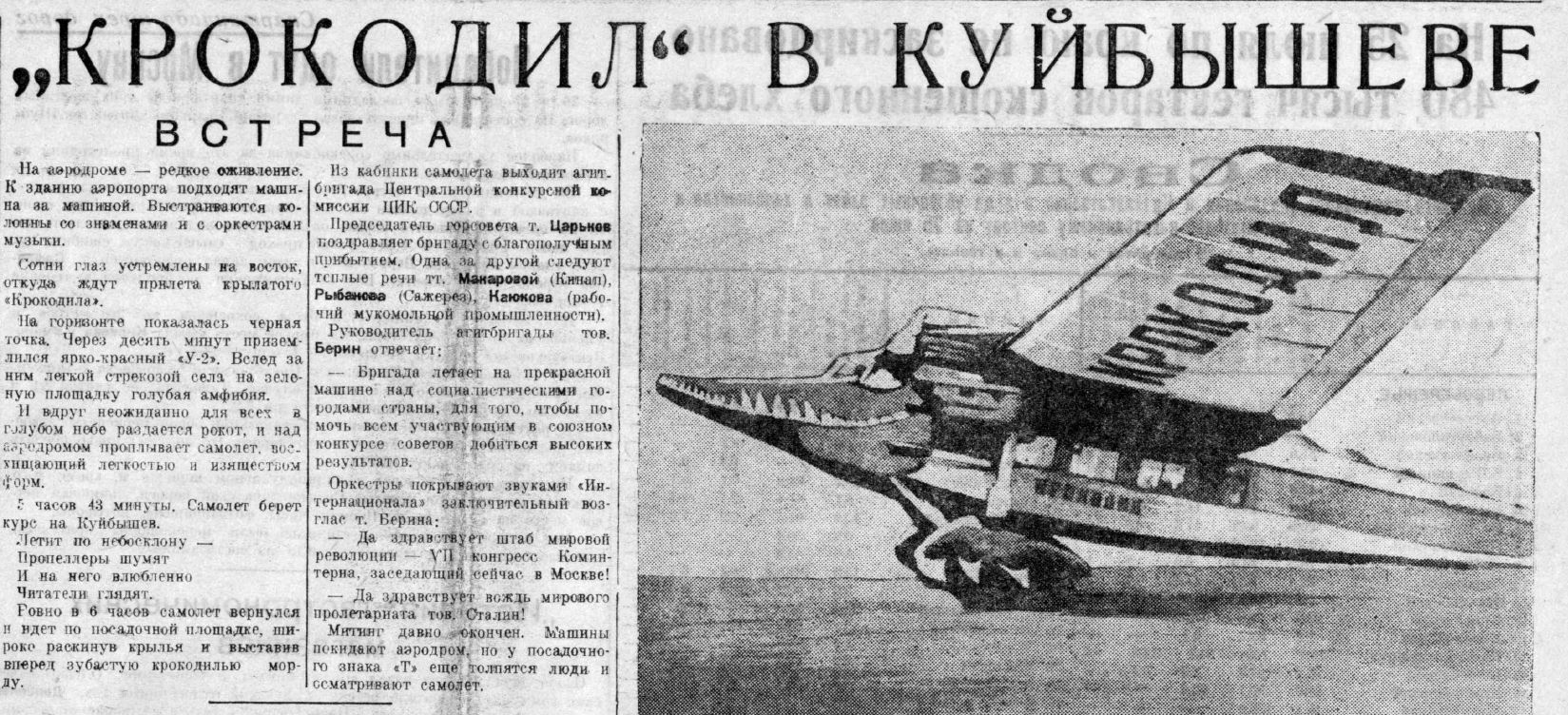
Статья в газете «Волжская коммуна» о посещении города Куйбышева агитационным самолётом журнала (29 июля 1935 года)

В соответствующие исторические периоды «Крокодил» придерживался политики борьбы с «безродными космополитами» и т. д. Во время «дела врачей» журнал публиковал карикатуры экстремального характера, значительно превосходящие по злобности аналогичные материалы других советских периодических изданий. Кинорежиссёр Михаил Ромм отмечал преувеличенную оскорбительность ряда карикатур подчёркнуто расовой направленности, публиковавшихся в «Крокодиле» между мартом 1949 и январём 1953 года.
В сентябре 1965 года Д. Д. Шостакович создал юмористический вокальный цикл «Пять романсов на слова из журнала „Крокодил“» для баса и фортепиано, соч. 121. Пять романсов были созданы композитором после прочтения им выпуска журнала № 24 (1782) от 30 августа 1965 года. Первые три текста были взяты им из раздела «Нарочно не придумаешь», а последние два из рубрики «Листая страницы».
В 2000 году была предпринята попытка радикально модифицировать популярный журнал, сменив формат на A4, бумагу — на глянец, периодичность — с ежемесячной на еженедельную, но вернуть интерес широкой публики к изданию не удалось, новые инвесторы закрыли проект, уволив всех сотрудников.

### «Новый Крокодил»
С сентября 2001 года выходил журнал сатиры и юмора «Новый Крокодил», в прежнем формате, прекративший существование в августе 2004 года из-за проблем с финансированием.
Выпуск издания с прежним названием был продолжен в Москве в августе 2005 года под редакцией журналиста Сергея Мостовщикова. Одним из акционеров проекта стал член партии «Яблоко», главный редактор «Новой газеты» Дмитрий Муратов. Рассчитанный не на широкие массы, а лишь на узкий круг эстетской интеллигенции, он не смог завоевать прежней известности и окончательно закрылся в 2008 году.
В ноябре 2015 года увидел свет спецвыпуск журнала, посвящённый 80-летию компании «Норильский никель», номер которого был издан ограниченным тиражом и распространялся среди сотрудников главного офиса, а также Заполярного филиала и Кольской ГМК.
В феврале 2017 года было объявлено о возобновлении издания журнала и представлен специальный номер, подготовленный под эгидой Союза журналистов России и Российской академии художеств, получивший название «Тот самый „Крокодил“».

## Содержание

### Постоянные рубрики

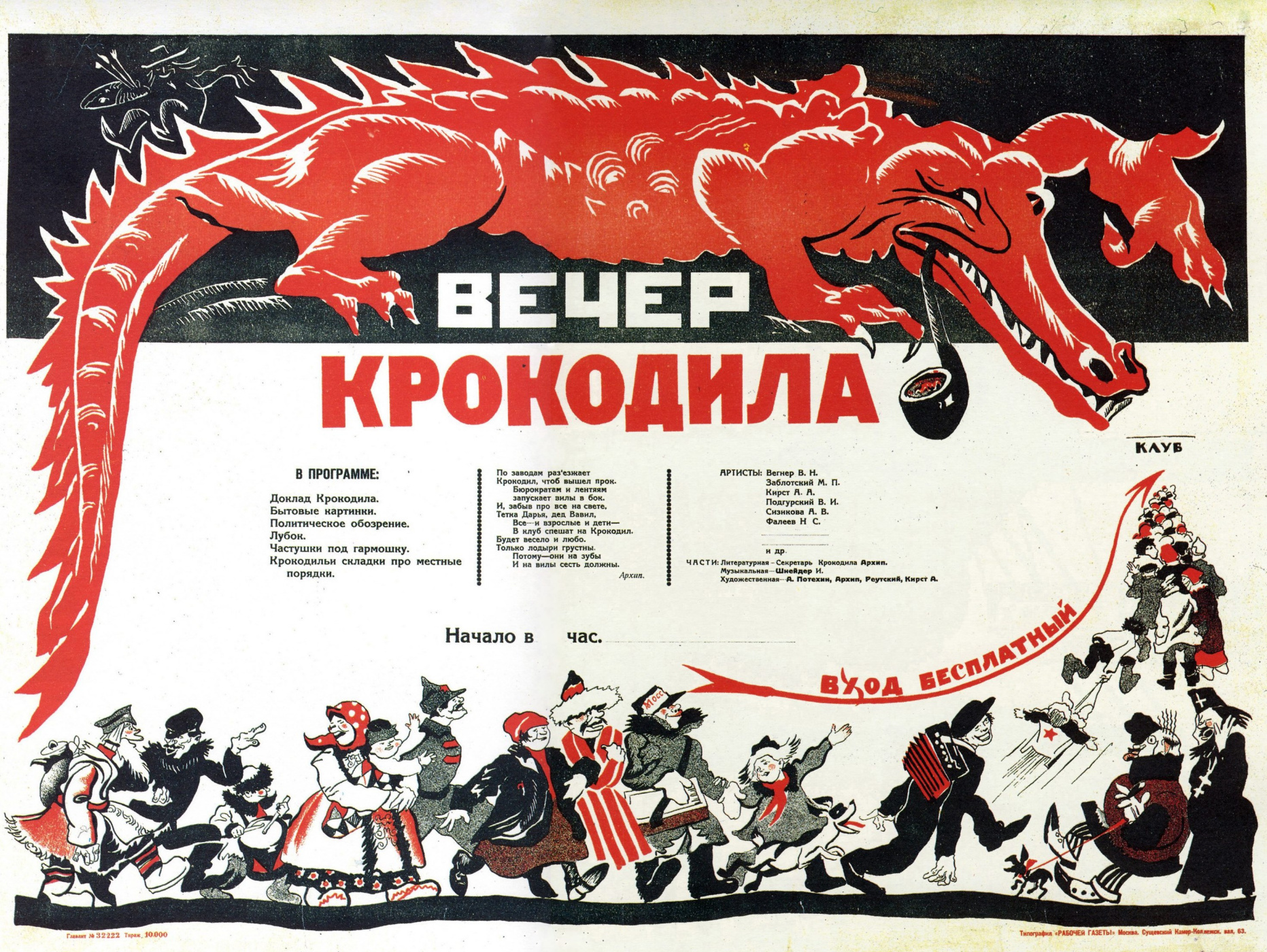
Афиша эстрадной программы «Вечер Крокодила». Москва, 1925. Типография «Рабочей газеты». Хромолитография. Тираж 10 000 экз.

- «Нарочно не придумаешь» (с 1959 г.) — коллекция присылаемых читателями разнообразных курьёзов в печати, агитации, быту и т. д. Подборки из рубрики выходили отдельными изданиями в «Библиотеке „Крокодила“» — в 1977, 1981 (дважды) и 1989 годах. На основе некоторых подборок ведущий рубрики Николай Монахов писал фельетоны и рассказы («Как я редактировал газету „Голос животновода“»[12], «Фестиваль несуществующих фильмов»[13], «Король Лир на пенсии»[14], «Догонит ли Ахиллес черепаху?»[15], «Отелло рассвирепело»[16] и др.).
- «Вилы в бок!» — фельетоны на разные темы.
- «Крокодил помог» — заметки о мерах, принятых по итогам публикаций журнала; если тема получала продолжение, существовали рубрики «По тому же поводу», «Отклики и реплики» и др. Эта и другие упомянутые рубрики выходили как самостоятельно, так и в подборках писем читателей — «Крокодильский узел связи», «Письмоводитель», «Вилы берёт читатель», «Крок-пресс» и других.
- «Мимоходом» — афоризмы. В новогодних номерах рубрика называлась «Иголки с ёлки».
- «Улыбки разных широт» (с 1971 г.) — иностранный юмор. С 1988 года переименована в «The Crocodile etc.»
- «Крокодильский весёлый кроссворд» (с 1983 г.).
- «Какой я хозяин?» (с 1983 г.) — фельетоны о бесхозяйственности.
- «Ба, знакомые всё лица!» (с 1983 г.) — шаржи и эпиграммы на деятелей культуры и искусства.
- «В нашем цехе» — сообщения о новинках: новых сатирических и юмористических книгах, пьесах, фильмах и т. д.
- «Таланты и поклонники» — фельетоны и карикатуры на темы, связанные с искусством, главным образом сценическим.
- «Под углом 40 градусов» — фельетоны и карикатуры на антиалкогольную тему. Одно время рубрика называлась «Пьяная лавочка».
- «Из зала — сюда» — судебные фельетоны.
- «У Тотоши и Кокоши» (с 1982 г.) — детская рубрика.
- «Слова, слова…» (печатались в рубрике «Улыбки разных широт») — подборка иронических афоризмов, частью принадлежащих реально существующим (существовавшим) великим людям, частью — вымышленным (иногда под афоризмами на соответствующие темы стояли подписи вроде «Из записных книжек Дон Кихота»[17], «Фольклор шумерских ростовщиков»[18], «Собачий юмор»[19] и т. д.).

- «Крокодилинки» — юмористические карикатуры.
- «Крокодильский изозалп» — подборки сатирических карикатур на разные темы.
- «Крокодильский концерт» — сатирические карикатуры с подписями-цитатами из популярных песен.
- «Вокруг света и тьмы» — карикатуры, фельетоны, памфлеты «на международные темы» (то есть высмеивающие западный образа жизни). Другие названия данной рубрики в разные годы — «Эхо», «Эхо событий», «Крокодильским взглядом», «ТАК — Телеграфное агентство Крокодила».
- «Молодёжный „Сатиробус“» (1976—1979) — о жизни молодёжи. Ведущим этого раздела был молодой журналист Михаил Казовский. Рубрики:
  - «Комсомольская стройка» — репортажи со строек пятилетки;
  - «Моральный тупик», «Химчистка», «Детская комната милиции», «Подвальчик» — сатирические фельетоны;
  - «Школа молодой хозяйки», «Ателье „Визг моды“» — пародии на полезные советы, кулинарные рецепты и т. п.;
  - «Пэтэушинский проспект» — фельетоны о ПТУ;
  - «Школьная набережная» — фельетоны о школе;
  - «Мои университеты» — фельетоны о студенчестве;
  - «Заводская проходная» — фельетоны на производственные темы:
  - «Урожайная площадь» — фельетоны о сельском хозяйстве
  - «Изостудия „Проба фломастера“» — карикатуры;
  - «Клуб „До-диез“» — фельетоны на тему культуры;
  - «Кафе „Клыки Пегаса“» — стихи;
  - «Издательство им. Антоши Чехонте» — творчество читателей;
  - «Гостиница „Интурист“» — иностранный юмор;
  - «Исторический музей» — ретро-юмор;
  - «Магазин „1001 мелочь“» — пародии;
  - «Беседка» — интервью с известными людьми;
  - «Главпочтамт» — письма читателей;
  - «Заправочная станция» — юмористические афоризмы или цитаты из школьных сочинений (шли под рубрикой «Сочиняйка»).

На страницах «Сатиробуса» был проведён всесоюзный конкурс на лучшую юмористическую молодёжную песню — председателем жюри стал Никита Богословский, в жюри входили Валентина Толкунова, Сигизмунд Кац, Михаил Танич и Владимир Высоцкий. Четыре песни-лауреата — «Дорогая редакция» (исп. Валентина Толкунова), «Гений чистой красоты» (исп. Лев Лещенко), «То ли ещё будет» (исп. Оля Рождественская) и «Олимпийская игра» (исп. Олег Анофриев) — вышли отдельной пластинкой на фирме «Мелодия» под названием «Песни Крокодила». Одна из них — «Песенка первоклассника» («То ли ещё будет, ой-ой-ой»), перепетая Аллой Пугачёвой, сделалась шлягером. Также там были напечатаны ноты ещё одного шлягера — «Песенки сапожника» («Только не надо перебивать»), известной в исполнении Армена Джигарханяна.
- «Субъективные мини-кинорецензии» (начало 1980-х гг.) — эпиграммы, посвящённые новым фильмам. Автором эпиграмм был писатель Владимир Волин (1924—1988).

### Конкурсы
- «Кто вы, товарищ Икс?» (1970) — конкурс сатирических и юмористических рассказов, по условиям которого, их нужно было присылать под псевдонимом.
- «Крокодильская сатирическая энциклопедия» (1971—1972) — конкурс на самое смешное определение того или иного слова или выражения. Самые лучшие читательские статьи были выпущены отдельной книгой в серии «Библиотека „Крокодила“»[20].
- «Трусцой на Парнас!» — конкурс четверостиший на спортивную тему.
- «Фантазия» — конкурс на самую лучшую подпись к карикатуре.
- «Что бы это значило?» (1977—1979) — конкурс на самое смешное определение того или иного слова или выражения.

### Персонажи
На страницах журнала часто появлялись вымышленные персонажи, которым придавались черты реально существующих персон. К таким персонажам относятся:
- Крокодил — постоянный персонаж фельетонов, карикатур и заставок, а также рисованной серии «Мультипликационный Крокодил». Изображался в виде красного крокодила с вилами и трубкой (трубка в разные годы то исчезала, то снова появлялась). Комсомолец с 1922 г. (то есть с рождения; № 28, 1968). «Воспитывал» двух сыновей — Тотошу и Кокошу. «Обладал» трёхкомнатной квартирой в Москве (№ 36, 1987) и автомобилем «Жигули» (№ 18, 1981; модель неизвестна). В 1990 г. «основал» собственную партию — РКП (Развлекательная крокодильская партия; в 1995 г. переименована в Партию смеха)). «Скончался» в 1992 г от острой финансовой недостаточности; после гражданской панихиды тело было предано воде (№ 6, 1992).
- Тотоша и Кокоша — дети Крокодила (имена заимствованы из произведений К. Чуковского «Крокодил» и «Мойдодыр»), «ведущие» рубрики «У Тотоши и Кокоши» (1982—1989). Изображались в виде красных крокодильчиков-близнецов. По заверению Крокодила (№ 36, 1990) к началу 1990-х гг. выросли, после чего Тотоша занялся менеджментом, а Кокоша уехал в США делать развлекательные журналы для мужчин. Если учесть, что в 1991 г. рубрика возобновилась, можно предположить, что у Крокодила появились внуки.
- Крокодил Гена — в № 35 за 1979 год (специальный номер, посвящённый Году Ребёнка) был представлен как внук Крокодила.
- Большая Крокодила — жена Крокодила. По заверению последнего (№ 36, 1990) сошла с ума ещё в 1930-е гг., что нашло отражение в известной песне.
- Крокодилица — ещё одна жена Крокодила. Их свадьбе был посвящён № 35 за 1959 год («Крокодил женится»).
- Нильский Крокодил — старший брат Крокодила, коренной африканец. Со старшим братом Крокодил «совершил» путешествие по освобождённым странам Африки, в результате чего появился № 25 за 1960 г.
- Лев Скамейкин — вымышленный корреспондент крокодильской газеты «Вокруг света и тьмы» в 1976—1980 и 1985 гг. Имя журналиста является контаминацией имён журналистов Льва Рубашкина и Яна Скамейкина из романа Ильи Ильфа и Евгения Петрова «Золотой телёнок».
- Алексей Ефимович Дотошный — сыщик, персонаж фельетонов и комиксов, публиковавшихся под рубрикой «Документальный детектив» (1982—1984)
- Я. Хмельной — вымышленный корреспондент вымышленной газеты «Собутыльник», хронический алкоголик («борец с трезвостью»). Под именем Я. Хмельного публиковались фельетоны на антиалкогольные темы. Название газеты «Собутыльник», возможно, является аллюзией на «Собеседник» — название приложения к газете «Комсомольская правда».
- Катюша — эмблема XII Всемирного фестиваля молодёжи и студентов в Москве. Изображалась в виде девушки в русском сарафане и кокошнике в форме фестивальной ромашки. С Катюшей Крокодил «совершил» прогулку по фестивальной Москве, в результате чего появился № 21 за 1985 г.
- Старик Синицкий — сын Зоси Синицкой и правнук старика Синицкого из романа Ильи Ильфа и Евгения Петрова «Золотой телёнок», потомственный сочинитель головоломок. Являлся «ведущим» рубрики «Шевели мозговой извилиной» (1986—1988).
- Принцесса Турандот и принц Калаф — персонажи комедии Карло Гоцци «Принцесса Турандот». Являлись «ведущими» рубрики «Турандот» (1989—1992), сменившей рубрику «Шевели мозговой извилиной».
- Валентин Л. Подсвечников — частный предприниматель, основатель кооператива «Витамин С» (витамин смеха). В результате заключённого между Крокодилом и Подсвечниковым договора появился № 10 за 1989 г.
- Арлекин и Коломбина — персонажи драмы А. Блока «Балаганчик», причём в «Крокодиле» Арлекин играл роль юмориста-неформала, а Коломбина — заформализованной сатирессы. Вместе с Арлекином и Коломбиной (а также зашедшим к ним в гости Блоком) Крокодил «создал» № 10 за 1990 г.

### Резонансные публикации
- По словам писателя Александра Кабакова, слово «стиляга» «придумал фельетонист журнала „Крокодил“» (фельетон Дмитрия Беляева «Стиляга» из №7 за 1949 г.) [21].

## Главные редакторы
- Константин Еремеев (1922—1923)
- Николай Смирнов (1924—1927)
- Константин Мальцев (1927—1928)
- Феликс Кон (1928—1930)
- Николай Иванов-Грамен (1928—1930)
- Михаил Мануильский (1930—1934)
- Михаил Кольцов (1934—1938)
- Яков Ровинский (1938—1941)
- Лазарь Лагин (1938—1941)
- Григорий Рыклин (1941—1948)
- Дмитрий Беляев (1948—1953)
- Сергей Швецов (1953—1958)
- Мануил Семёнов (1958—1975)
- Евгений Дубровин (1975—1985)
- Алексей Пьянов (1986—2000)

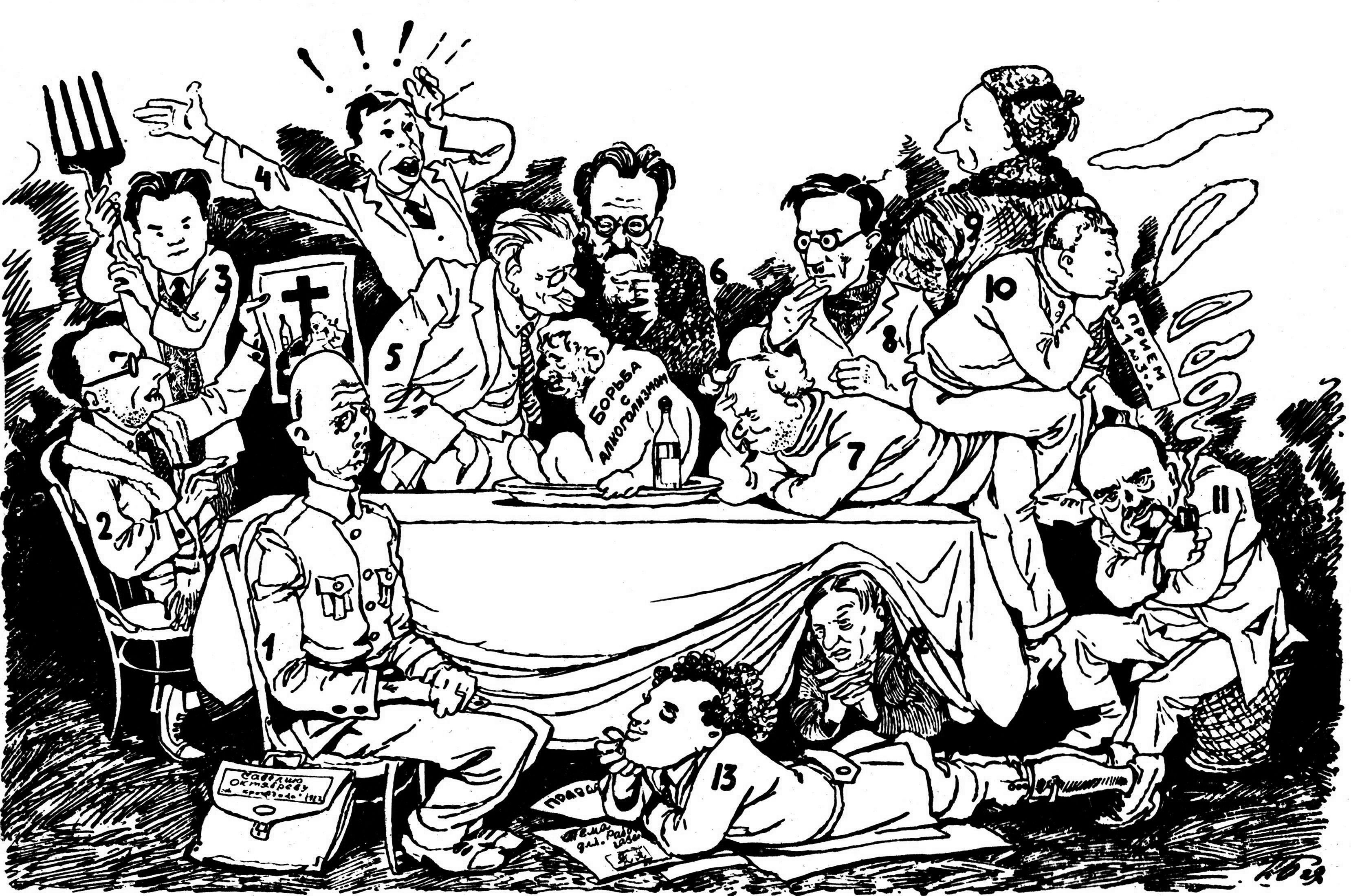
П. П. Белянин. Коллективный дружеский шарж. 1929

- Эмиль Бондаренко (с 2017)

## Известные сотрудники
См. Категория:Сотрудники журнала «Крокодил»

## Полиграфические и художественные особенности
Из-за ограничений печатной машины полиграфия «Крокодила» до 1980-х годов была своеобразной. Одна сторона печаталась в четыре краски (то есть была полноцветной), вторая — в две (чёрная и цветная).

## Мнения
Один из известных художников «Крокодила» Герман Огородников утверждал, что без прежней советской художественной редакции, профессиональной «худколлегии», жанр оказался потерян, а многие художники журнала утратили навыки:

Я сейчас всем говорю, что как только пропал «Крокодил», все наши карикатуристы дисквалифицировались! Абсолютно никто не может ничего сделать!— карикатурист «Крокодила» Герман Огородников даёт интервью художнику Максиму Митрофанову.
Соавтор книжной серии «История глазами Крокодила. XX век», которая была начата в конце 2014 года, современный художник Светлана Дорошева отчасти критически описывала содержание журнала:

Настолько странный, чудовищный материал. Он красив местами, не вопрос, местами очень остроумный, но в массе своей он завораживает чудовищностью. Сейчас уже давно так не изображают, не рисуют и не говорят — настолько открытым текстом, настолько называя вещи своими именами и, в общем, так зверски и жестоко, как это было в «Крокодиле». Поэтому да, это представляет огромный интерес, есть смысл с этим ознакомиться. Местами это вызывает ужас и отвращение, но это сделано несомненно талантливо, ярко и разнообразно.— художник Светлана Дорошева

…пренебрежение сатирическим журналом «Крокодил» серьёзно мешало изучению советской экономики. В авторитарных государствах именно сатира часто является наиболее достоверным источником экономической информации.— Ханин Г. И. Как американские экономисты не заметили советского слона (Рецензия на книгу Владимира Конторовича «Упирающиеся воители холодной войны») // Terra Economicus. № 18(1). 2020. С. 163.

## Аналогичные издания
Аналогичные журналы существовали во всех союзных (например «Pikker» в Эстонской ССР, «Муштум» в Узбекской ССР) и шести автономных республиках СССР. Свои сатирические журналы имелись также во всех социалистических странах — «Szpilki» и «Karuzela» в Польше, «Urzica» в Румынии, «Dikobraz» и «Roháč» в Чехословакии, «Јеж» в Югославии и другие. Аналогом «Крокодила» на киноэкране являлся киножурнал «Фитиль». Из западных аналогов журнал близок по подаче информации к французскому еженедельнику «Канар аншене» и британскому изданию «Private Eye». Постсоветские аналоги (в контексте сатирического подхода к описываемым объектам): проекты «Московская комсомолка» и «the eXile».